# آرمان هال
آرمان هال (انگلیسی: Arman Hall؛ زادهٔ ۱۲ فوریهٔ ۱۹۹۴) یک ورزشکار دو و میدانی اهل ایالات متحده آمریکا است. از افتخارات وی میتوان به کسب مدال طلا ۴۰۰×۴ متر امدادی در بازی‌های المپیک تابستانی ۲۰۱۶ اشاره کرد.